# ICARLY (TV-serija)
iCarly je ameriška komedija, ki jo je premierno prikazal Nickelodeon 8. septembra 2007. 
Carly Shay je najstnica, ki s svojim starejšim bratom Spencerjem živi v stanovanju v Seattlu. Njeno življenje ni nič posebnega, dokler s svojima prijateljema, Sam in Freddiejem, v domačem okolju ne ustvari spletne oddaje z naslovom iCarly. Freddie se postavi za kamero, medtem ko Carly in Sam postaneta voditeljici. A Carly ima tudi sovražnika Neville Peperman, ki ji skuša udreti v iCarly.com, ker ga ni hotela poljubiti...

## Sezone
| Sezone | Epizode | Prvič predvajano na Nickelodeon     |  |
| ------ | ------- | ----------------------------------- |  |
| 1      | 25      | 8. september 2007 - 25. julij 2008  |  |
| 2      | 25      | 27. september 2008 - 8. avgust 2009 |  |
| 3      | 20      | 12. september 2009 - 26. junij 2010 |  |
| 4      | 13      | 30. julij 2010 - 11. junij 2011     |  |
| 5      | 13      | 13.avgust.2011-23.november 2012     |  |
| 6      | 6       |                                     |  |

## Glavni igralci
- Miranda Cosgrove - Carly Shay
- Jennette McCurdy - Samantha "Sam" Puckett
- Nathan Kress - Fredward "Freddie" Benson
- Jerry Trainor - Spencer Shay
- Noah Munck - Gibby Gibson

## Nagrade in priznanja
- 2009 Nagrada Blimp za naj TV serijo
- 2009 Nagrada Young Artist za naj nastopanje v komediji Miranda Cosgrove
- 2010 Nagrada Blimp za naj TV serijo